# Jan Leopolita (młodszy)
Jan Leopolita (tj. Lwowianin, od łac. Leopolis „Lwów”), właśc. Jan Nicz, znany jako Nicius Kasprowicz (ur. ok. 1523, zm. 7 kwietnia 1572 w Krakowie) – polski mieszczanin, profesor teologii Akademii Krakowskiej, kaznodzieja, wydawca i korektor katolickiego przekładu Biblii na język polski (tzw. Biblia Leopolity lub Szarffenberga).

## Życiorys
Pochodził z krakowskiej rodziny patrycjuszowskiej Niczów osiadłej w XV wieku we Lwowie. W 1538 wpisał się do metryki Uniwersytetu Krakowskiego jako Johannes Caspari Nicz de Leopoli (Jan syn Kaspra Nicz ze Lwowa), jednak później rzadko używał rodowego nazwiska. Z okresu studiów wyniósł dobre przygotowanie filologiczne; żywo interesował się naukami humanistycznymi. Około 1544 uzyskał tytuł mistrza sztuk wyzwolonych. Od 1545, jako młody docent, utrzymywał się z pracy nauczycielskiej na stanowisku rektora szkoły parafialnej Bożego Ciała na Kazimierzu oraz prywatnych korepetycji, udzielanych zamożnej młodzieży arystokratycznej. W tym także czasie rozpoczął działalność pedagogiczną na Wydziale Filozoficznym (w 1544-1549 jako docent - extraneus, 1550-1557 collega minor, 1558 collega maior i professor regius). Dwukrotnie pełnił funkcję dziekana wydziału w 1555 i 1559. Jego uczniem był w tych latach Jakub Wujek.
19 marca 1560 przyjął święcenia kapłańskie i w tym samym roku przeniósł się na Wydział Teologiczny, na którym 22 listopada 1569 uzyskał najwyższy w hierarchii uniwersyteckiej stopień doktora i profesora teologii. Łączył pracę nauczycielską z rozległą działalnością kaznodziejską.
W 1559 został kanonikiem kolegiaty św. Floriana, przed 1567 uzyskał prebendę w kościele św. Jerzego na Wawelu oraz probostwo w Proszowicach.
Leopolita cieszył się dużym uznaniem jako biblista i teolog w kołach kościelnych. Szymon Starowolski nazwał go dzielnym pogromcą herezji. Do dziejów piśmiennictwa polskiego wszedł Leopolita przede wszystkim jako korektor – redaktor i wydawca przekładu Biblii, ogłoszonej w 1561 z inicjatywy i nakładem Mikołaja Szarffenberga.
Leopolita zmarł 7 kwietnia 1572 w Krakowie od świec zarażony w czasie wygłaszania kazania na egzekwiach pogrzebowych wojewody krakowskiego Stanisława Barziego; został pochowany w kościele Mariackim w Krakowie.